# Oilinyphia peculiaris
Oilinyphia peculiaris là một loài nhện trong họ Linyphiidae.
Loài này thuộc chi Oilinyphia. Oilinyphia peculiaris được Hirotsugu Ono & Kendo Saito miêu tả năm 1989.

## Hình ảnh

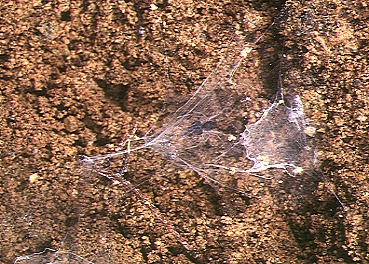
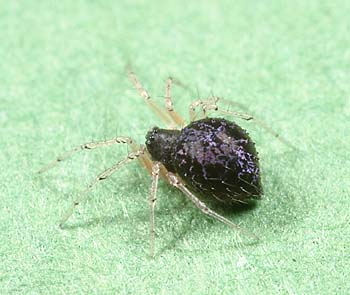
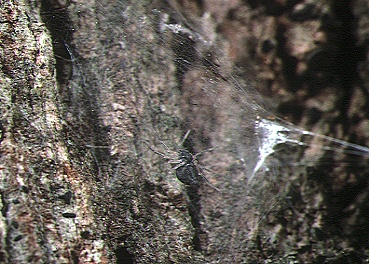